# Sofie, retrato de una mujer
Sofie, retrato de una mujer, o simplemente conocida como Sofie es una película dramática danesa de 1992 basada en la novela Mendel Philipsen and Son de Henri Nathansen. Estuvo dirigida por Liv Ullmann, siendo su debut como cineasta. Fue la candidatura de Dinamarca al Premio Oscar de 1992 en la categoría de Mejor Película de habla no inglesa.

## Sinopsis
Ambientada en el siglo XIX, Sofie, una mujer de casi 29 años proveniente de una familia judía tradicional de Copenhague, se siente atraída por un artista, pero más tarde es obligada por sus padres a casarse con un hombre al que ella no ama.

## Reparto
- Karen-Lise Mynster - Sofie
- Ghita Nørby - Frederikke
- Erland Josephson - Padre de Sofie
- Jesper Christensen - Hojby
- Torben Zeller - Jonas
- Henning Moritzen - Frederick Philipson